# Contea di Racine
La contea di Racine (in inglese, Racine County) è una contea dello Stato del Wisconsin, negli Stati Uniti. La popolazione al censimento del 2000 era di 188 831 abitanti. Il capoluogo di contea è Racine.